# Kurutob
Kurutob (tadžiško Қурутоб) je tadžiška narodna jed, tu in tam se imenuje krušna solata. Kurutobova osnova je slani sir, ki se imenuje kurut, iz katerega gnetejo kroglice, jih posušijo in razmočijo s toplo slano vodo, da bodo tekoča kaša ali pa cela bela tekočina. V kolikor ni kuruta, recepti predlagajo rabo fete ali grškega jogurta.
Druga pomembna osnova je fatir, ki je nekvašeno testo, ki ga zmesijo iz masla, moke, vode in soli. Nato ga odložijo v mrzel prostor (ali v hladilnik) za dve uri. Potem testo razvaljalo, ga zvijajo v polžovo obliko in spet razvaljalo. Na koncu ga spečejo in na koščke trgajo v globoko skledo. Na koščke nalijejo razmočen kurut in ga pomešajo s pražno mlado čebulo (čebulo je treba pražiti v maslu ali ovčji masti). Nato še dodajo različne začimbe in zelenjave, večinoma po okusu. To so lahko mleti oreh, poper, čebula, mlada čebula, kumara, korenje, česen, peteršilj, koriander, paradižnik, zelena, paprika, redkvica ipd.
- Tadžiki skupaj jejo kurutob
- Slani sir (kurut) kot osnova
- Druga osnova je fatir